# Centre allonnais de prospection et de recherches archéologiques
Le centre allonnais de prospection et de recherches archéologiques (CAPRA) est une association loi de 1901 dont le siège se situe à Allonnes dans le département de la Sarthe (France).
Elle intervient en appui des opérateurs régionaux sur les chantiers de fouilles archéologiques non préventives. Elle assure la mise en valeur et l'animation de plusieurs sites archéologiques, comme ceux d'Allonnes ou d'Aubigné-Racan. C'est également un centre de documentation et de ressources ouvert à un large public.

## Histoire

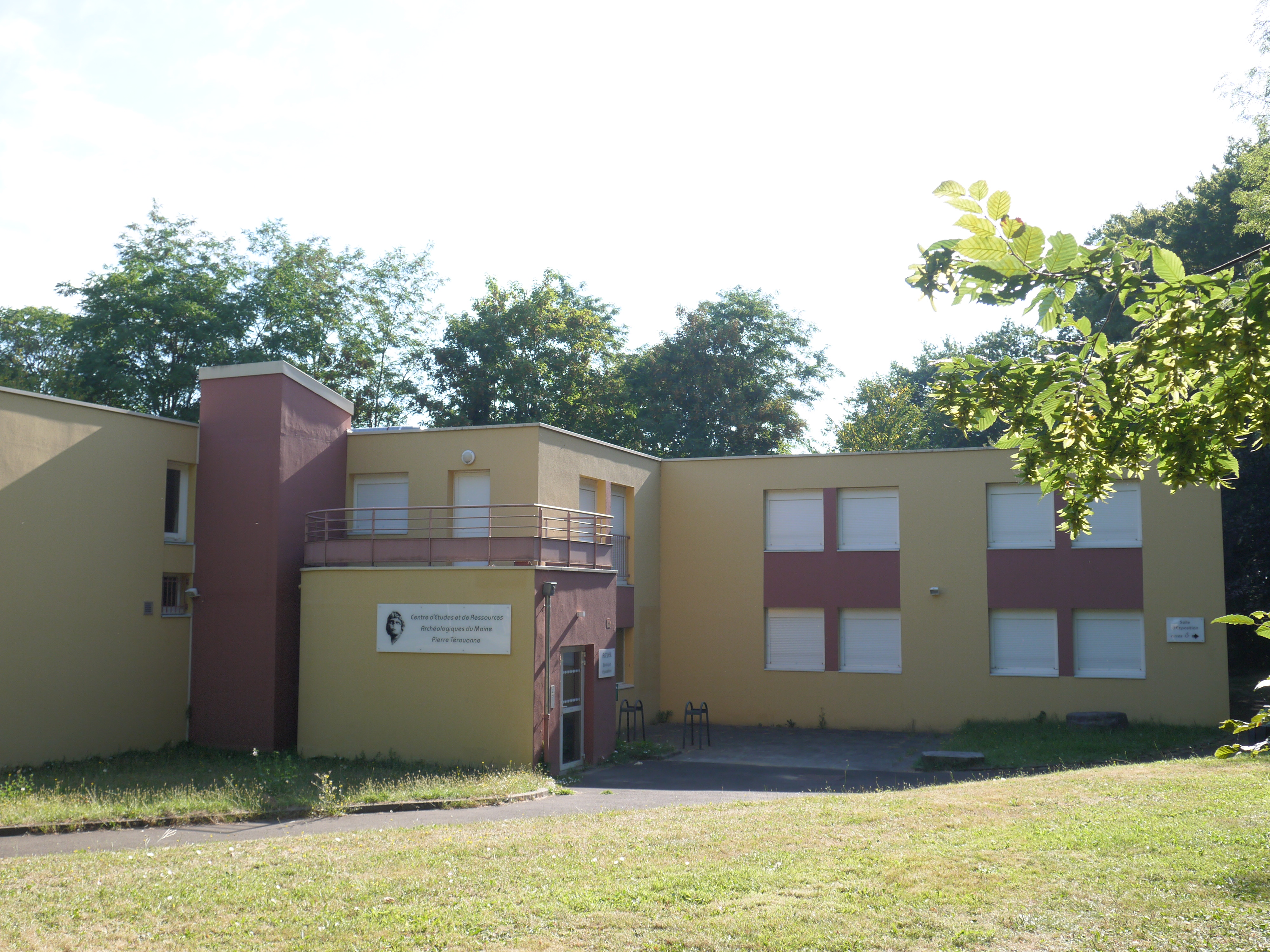
Les locaux du CERAM-CAPRA.

Le CAPRA est fondé en 1981 par des passionnés d'horizons divers soucieux de mieux connaître le passé d'Allonnes et d'appuyer l'Université du Maine dans ses recherches archéologiques.
En 1998, Le centre national de la recherche scientifique (CNRS) et le CAPRA décident de contribuer ensemble à la diffusion et à la vulgarisation des résultats de la recherche scientifique.
Le CAPRA est installé, depuis 1998, dans les locaux du centre d'études et de ressources archéologiques du Maine (CERAM) « Pierre-Térouanne » à Allonnes.

## Missions
Les missions du CAPRA sont de contribuer à l'acquisition des connaissances sur l'histoire de la Sarthe et du Maine, notamment pendant la période antique, de participer à la diffusion de ces connaissances auprès du public, qu'il soit scientifique ou généraliste et d'apporter, auprès du grand public, un éclairage sur les métiers de l'archéologie.

## Moyens et partenariats
Autour de son conseil d'administration présidé en 2016 par Emmanuel Nantet, l'équipe technique et administrative permanente du CAPRA est constituée de quatre personnes, auxquels s'ajoutent des salariés employés sur des actions ponctuelles (mise en place d'expositions, chantiers de fouilles, etc.). Le CAPRA opère sous la tutelle scientifique du Service régional de l'archéologie de la région des Pays de la Loire.
L'association est soutenue sur le long terme par le Conseil départemental de la Sarthe, la ville d'Allonnes, et la communauté urbaine Le Mans Métropole. En fonction des activités qu'il mène, le CAPRA noue des partenariats ponctuels avec le ministère de la Culture et de la Communication, la région Pays de la Loire, le Pays du Mans et la direction régionale des Affaires culturelles (DRAC) des Pays de la Loire.

## Travaux et publications

### Valorisation de sites archéologiques
Le CAPRA est chargé de la mise en valeur des sites archéologiques d'Allonnes et d'Aubigné-Racan par le biais d'équipements spécifiques sur place (panneaux d'information), de la réalisation de visites guidées et la coédition de plaquettes informatives.

### Fouilles et études archéologiques
Les campagnes de fouilles réalisées par ou avec le concours du CAPRA à partir des années 1980 ont largement contribué à mieux connaitre le passé d'Allonnes, notamment pendant la période antique. Plus récemment, en janvier 2014, l'association commence un travail de numérisation 3D de la cathédrale Saint-Julien du Mans, avant que l'action ne soit reprise à son compte par l'INRAP. En juillet 2015, des fouilles réalisées sur un terrain agricole confirment l'existence de structures antiques, entrevues six ans plus tôt par photographie aérienne.

### Formation et vulgarisation
Depuis 2003, le CAPRA est agréé Centre d'éducation au patrimoine par l'académie de Nantes, ce qui lui permet de mettre en place des actions pédagogiques à destination du public scolaire.
L'association co-organise également de nombreuses expositions au CERAM Pierre Térouanne :
- Exposition « Passé de campagnes », de novembre 2012 à juin 2013 au CERAM Pierre Térouanne[9].
- Exposition « Allonnes avant Allonnes » en mars 2016[10].